# Yéghichê
Yéghichê, Éghichê ou Élisée (en arménien Եղիշե), également connu sous le nom de Yeghishe Vardapet, est un historien arménien dont la vie est relativement peu connue. Il serait né entre 410 et 415, et mort entre 470 et 475. Il est principalement connu en tant qu'auteur de l'Histoire de Vardan et de la guerre arménienne.

## Biographie
L'un des plus jeunes des saints traducteurs et donc disciple de Mesrop Machtots, Élisée, après ses études élémentaires au cours desquelles il étudie l'arménien, le grec, le persan et le syriaque, est envoyé (notamment avec Korioun) parfaire son éducation à Alexandrie, à l'école de Cyrille d'Alexandrie. Il rentre en Arménie en 441/442, après avoir visité Rome, Athènes et Constantinople, et entre au service de Vardan Mamikonian en tant que secrétaire personnel, jusqu'à la bataille d'Avarayr en 451. Il devient alors vardapet et vit en ermite jusqu'à la fin de sa vie.

## Œuvre
Durant cette période, il rédige, à la demande d'un certain Davit Mamikonian, son Histoire de Vardan et de la guerre arménienne, probablement à partir de 464. Cet ouvrage divisé en trois parties relate les événements s'étant produits en Arménie de 428 à 451, entre la déposition du dernier roi arsacide, Artaxias IV, et la bataille d'Avarayr, dont Élisée se dit témoin ; il a vraisemblablement précédé Lazare de Pharbe et son Histoire de l'Arménie, avec lequel il est grandement en accord concernant cette période. 
Se fondant sur cette œuvre, certains auteurs ont remis en question la période à laquelle a vécu Élisée : ainsi, Jean-Pierre Mahé estime que certains éléments démontrent chez Élisée une connaissance des auteurs du VIe siècle, ce qui en ferait un auteur plus tardif ayant principalement repris les données de Lazare.